# Hans Fricke (Ingenieur)
Hans Fricke (* 12. Oktober 1913 in Wolfenbüttel; † 19. Februar 2004 in Wedel) war ein deutscher Eisenbahningenieur.
Fricke war von 1938 bis 1951 an der TU Braunschweig wissenschaftlicher Mitarbeiter des heutigen Instituts für Nachrichtentechnik. Im Zweiten Weltkrieg war er dienstverpflichtet zur Forschung bei der Marine. 1951 habilitierte er sich bei Leo Pungs.
1962 kam er an das Institut für Verkehr, Eisenbahnwesen und Verkehrssicherung von Hermann Lagershausen, an dessen Institut seinerzeit die Kompetenzen im Eisenbahnwesen mit denen der modernen Technologie der Nachrichtentechnik vereint wurden. Er arbeitete an der elektromagnetischen Übertragung von Informationen zwischen dem Fahrweg und Eisenbahnfahrzeugen und war auch im Sonderforschungsbereich Flugführung tätig.

## Publikationen
- mit Melchior Stöckl, K. H. Winterling: Leitfaden der Elektrotechnik. Band 4: Elektrische Messtechnik. Teubner, Stuttgart 1978.
- Moeller – Grundlagen der Elektrotechnik, zus. mit Franz Moeller, Heinrich Frohne, Paul Vaske, Karl-Heinz Löcherer, Hans Müller, Thomas Harriehausen, Dieter Schwarzenau; Vieweg+Teubner Verlag; 22. verbesserte Auflage, 2011